# Sari Bunga Mas
Sari Bunga Mas is een bestuurslaag in het regentschap Lahat van de provincie Zuid-Sumatra, Indonesië. Sari Bunga Mas telt 2134 inwoners (volkstelling 2010).